# 美国内布拉斯加联邦地区法院
美国内布拉斯加联邦地区法院 （引用时缩写为D. Neb.）是美国94个联邦地区法院中唯一位于内布拉斯加州的。该法院审理后的案件需上诉至第八巡回法院，专利及《塔克法案》相关的案件需上诉至联邦巡回区法院。该法院的司法管辖权覆盖该州全部。